# Патон Євгенія Борисівна
Євге́нія Бори́сівна Пато́н (12 березня 1956, Київ, Українська РСР, СРСР — 23 грудня 2009, Київ, Україна)— українська вчена в галузі генетичної інженерії та біотехнології рослин. Член-кореспондент Національної академії наук України, докторка біологічних наук, Заслужений діяч науки і техніки України (2006). Дочка Президента АН України Бориса Патона.
У 1978 році закінчила Київський національний університет імені Тараса Шевченка.
У 1978—1991 роках працювала в Інституті молекулярної біології та генетики НАН України.
З 1991 року — завідувач лабораторії Інституту клітинної біології та генетичної інженерії НАН України.
З 1997 року— член-кореспондент Національної академії наук України.

## Науковий доробок
Дослідження Є. Б. Патон заклали підґрунтя для отримання детальної інформації у галузі структурних основ білково-нуклеїнових взаємодій та їхньої ролі в регуляції експресії генів, що є одним з ключових питань молекулярної біології. Вона запропонувала комплексний новаторський підхід до оцінки взаємодії РНК-білка, який базується на визначенні структурних елементів білкового (L10) та нуклеїнового компонентів (мРНК, рРНК), що забезпечують можливість утворення цими компонентами комплексу. Дослідження Євгенії Патон дали змогу вперше виявити у прокаріот наявні альтернативні типи структурної організації мРНКових сайтів зв'язування білка L10, незважаючи на єдиний тип структури відповідних рРНКових сайтів-мішеней. Було вперше встановлено видову специфічність регуляції експресії генів шляхом взаємодії білка L10 з мРНК у кожного з конкретних представників прокаріот, яке забезпечується наявністю додаткових консервативних структурних елементів у його мРНКових та рРНКових мішенях. Відкриття цього феномену є ключовим для розробки нових високоефективних антибіотиків. Інший винятково важливий практичний аспект застосування одержаних Євгенією Патон даних — вивчення ролі структурної організації рРНКових сайтів-мішеней білка L10 та взаємодії білка L10 з рРНК у виникненні аутоімунних захворювань.
Євгенія Патон працювала у галузі біотехнології рослин, завідувала лабораторією генетичної інженерії в Інституті клітинної біології та генетичної інженерії НАН України. Є. Б. Патон є авторкою понад 100 наукових праць. Високий науковий рівень проведених нею наукових досліджень визнано не лише в Україні, а й у світі. Підтвердженням цього є присудження їй грантів від Medical Research Council of Canada (1991), Європейської організації з молекулярної біології (1992), Міжнародного наукового фонду (1995—1996), Фонду цивільних досліджень та розвитку США (1996). Дослідниця неодноразово стажувалася у провідних наукових закладах Канади, Нідерландів, Німеччини.
Євгенія Борисівна активно займалася науково-організаційною діяльністю, була членом спеціалізованих рад із захисту кандидатських і докторських дисертацій при інститутах молекулярної біології та генетики, клітинної біології та генетичної інженерії НАН України, експертної ради ВАК України, членом редакційної ради журналу «Біополімери і клітина».

## Визнання
2006 рік — Заслужений діяч науки і техніки України.